# Jennifer Rubin (Journalistin)

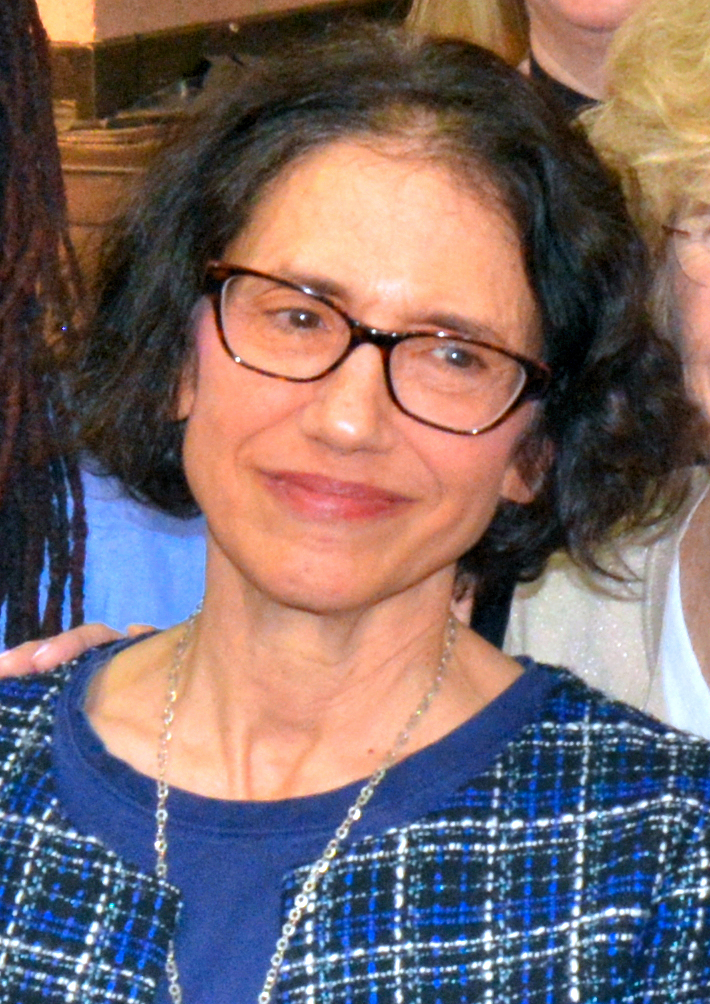
Jennifer Rubin (2024)

Jennifer Rubin (* 11. Juni 1962 in New Jersey) ist eine US-amerikanische Journalistin und Juristin. Sie arbeitete lange für die Washington Post und gilt als erste konservative Bloggerin der Zeitung. Seit Anfang 2025 gibt sie zusammen mit Norm Eisen auf Substack den Newsletter The Contrarian heraus.

## Biografie
Rubin wurde in New Jersey in der Nähe Philadelphias in eine jüdische Familie geboren. Später zog sie mit ihrer Familie nach Kalifornien, dort absolvierte den B.A. und J.D. (Promotion in Jura) an der University of California, Berkeley. Nach ihrem Abschluss arbeitete sie 20 Jahre lang als Anwältin für Arbeitsrecht in Los Angeles. 2005 zog sie mit ihrem Mann und zwei Kindern nach Nordvirginia und begann als Journalistin zu arbeiten.

## Journalismus
In ihren Anfängen arbeitete Jennifer Rubin bei Commentary, PJ Media, Human Events, The Weekly Standard, Politico, New York Post, New York Daily News, National Review und der Jerusalem Post.
Von 2010 bis 2014 schrieb sie bei der Washington Post den Blog Right Turn.
Im Januar 2025 gab Rubin bekannt, sie habe bei der Washington Post gekündigt, um zusammen mit Norm Eisen auf Substack den Newsletter The Contrarian herauszugeben.

## Publikationen (Auswahl)
- An open letter to House and Senate Republicans. (Offener Brief an die republikanischen Abgeordneten), WP, 22. August 2018[8]